# واوجورس
واوجورس (به فرانسوی: Vaujours) یک کامین در فرانسه است که در Canton of Montfermeil واقع شده‌است.

## خصوصیات
واوجورس ۳٫۷۸ کیلومترمربع مساحت و ۶٬۱۷۲ نفر جمعیت دارد.

## خواهرخوانده
شهر کور-سن-اتین خواهرخواندهٔ واوجورس هست.